# Cantonul Langueux
Cantonul Langueux este un canton din arondismentul Saint-Brieuc, departamentul Côtes-d'Armor, regiunea Bretania, Franța.

## Comune
- Hillion
- Langueux (reședință)
- Trégueux
- Yffiniac